# تام بازلی
تام بازلی (انگلیسی: Tom Bosley; ۱ اکتبر ۱۹۲۷ – ۱۹ اکتبر ۲۰۱۰) هنرپیشه اهل ایالات متحده آمریکا بود. وی بین سال‌های ۱۹۵۵ تا ۲۰۱۰ میلادی فعالیت می‌کرد.
از فیلم‌ها یا برنامه‌های تلویزیونی که وی در آن نقش داشته‌است می‌توان به طلاق به سبک آمریکایی، عشق با غریبه مطلوب، نقشه جایگزین، همسر اوهارا و جنگ پنهان هری فریگ اشاره کرد.
وی همچنین برندهٔ جوایزی همچون جایزه تونی شده‌است.